# EBay
Ибеј (енгл. eBay) је светска аукцијска платформа на интернету. Основао ју је у септембру 1995. године Пјер Омидијар у Калифорнији (САД). Прво име је било Окшонвеб. Првобитна идеја оснивача била је да створи сајт на коме би размењивао пез бомбоне, али је иБеј касније еволуирао у највећу аукцијску платформу на интернету. Тренутно постоји 27 регионалних иБеј страница. У целој источној Европи, иБеј има само у Пољској регионалну страницу.
Поред оригиналне иБејове продаје аукцијског стила, веб страница се развила и проширила тако да укључује: тренутну куповину „Купи одмах“; куповина према Универзалном коду производа, ISBN, или другој врсти SKU броја (преко Half.com, који је угашен 2017. године); и друге услуге. иБеј је раније нудио интернетске трансфере новца као део својих услуга (путем PayPal, који је био подружница у потпуном власништву иБеја од 2002. до 2015).

## Историја

### 1990-те
Предузеће AuctionWeb је основано у Калифорнији 3. септембра 1995. године под руководством иранско-америчког програмера Пјера Омидијара, рођеног у Француској, као део веће личне странице. Један од првих артикала који се продавао на AuctionWeb био је неисправни ласерски показивач за 14,83 долара. Зачуђен, Омидијар је контактирао победничког понуђивача да га пита да ли разуме да је ласерски показивач покварен; купац је објаснио: „Ја сам колекционар покварених ласерских показивача.” То је убрзо постала прва онлајн аукцијска локација која је омогућала трансакције између људи, а популарност јој је брзо расла.
Наводно, иБеј је био само хоби за Омидијара све док му пружалац интернет услуга није скренуо пажњу да ће морати да пређе на пословни рачун због великог промета на веб локацији. Месечно повећање цене са 30 на 250 долара навело га је да почне да наплаћује корисничке услуге иБеја, чему се корисници нису противили. Крис Агарпао је био први додатни запосленик иБеја у обради плаћања путем чекова.
Џефри Скол је запослен као први нови председник компаније почетком 1996. У новембру 1996. платформа за е-трговину склопила је свој први уговор о лиценцирању са трећом страном, са компанијом званом Electronic Travel Auction, да употребу SmartMarket технологије за продају авионских карти и других путних производа. Раст је био феноменалан: од 250.000 аукција током целе 1996. до 200.000 само у јануару 1997.
Компанија је званично променила назив своје сервиса из AuctionWeb у иБеј у септембру 1997. године, по Echo Bay Technology Group, Омидијаровој консултантској фирми. Назив домена echobay.com већ је преузела компанија за ископавање злата, па га је Омидијар скратио на eBay.com. Године 1997. компанија је добила 6,7 милиона долара финансирања од компаније за предузетнички капитал Benchmark Capital.
Често понављану причу да је иБеј основан како би помогао Омидиjаровој вереници да тргује дозаторима за слаткише Пез, израдила је 1997. менаџерка за односе с јавношћу Мeри Лоу Сонг како би медијима дала причу од људског интереса привлачнију од Омидиjарове оригиналне визије „савршеног тржишта”. Мит о дозатору за Пез изазвао је огроман публицитет и довео до експлозивног раног раста међу колекционарима играчака.
Лидер у категорији играчака брзо је постао Бини Бејбис произвођача Тај, Инк, играчке коју је најтеже наћи у продавницама. Док су међународни колекционари покушавали да употпуне своје Бини Бејби колекције, Тај је поставио своју прву веб локацију типа од бизниса до потрошача, мрежно место за трговање на секундарном тржишту на коме су људи могли да тргују својим Бини Бејби играчкама. Међутим, тај сајт је био претрпан листама које се нису могле сортирати, чиме је створена хитна потреба за ефикаснијим системом за онлајн трговање. Бини Бејбис је брзо постао доминантан производ на иБеју, чинећи 10% свих огласа 1997. године, јер су колекционари преферирали иБејово лако употребиво корисничко сучеље у потрази за специфичним Бини Бејби моделима.
Мег Витман је управни одбор запослио као председника и извршног директора иБеја у марту 1998. У то време, компанија је имала 30 запослених, пола милиона корисника и приход од 4,7 милиона долара у Сједињеним Државама.
Дана 21. септембра 1998. иБеј је постао јавно предузеће. У одељку о факторима ризика годишњег извештаја који је 1998. године поднела америчка Комисија за хартије од вредности, Омидијар напомиње зависност иБеја од сталне снаге тржишта Бини Бејби производа. Након што је иБеј постао јавно предузеће, и Омидијар и Скол су постали инстантни милијардери: циљ иБеја од 18 УСД по акцији занемарен је, јер је цена првог дана трговања отишла на 53,50 УСД.